# Rhinolophus mitratus
Rhinolophus mitratus (Blyth, 1844) è un Pipistrello della famiglia dei Rinolofidi endemico dell'India.

## Descrizione

### Dimensioni
Pipistrello di medie dimensioni, con la lunghezza dell'avambraccio di 57,1 mm e la lunghezza della coda di 30 mm.

### Aspetto
Le parti dorsali sono brunastre con la base dei peli più chiara, mentre le parti ventrali sono più chiare. Le orecchie sono grandi e con l'antitrago ben sviluppato e separato dal margine esterno da un incavo triangolare. La foglia nasale presenta una lancetta triangolare e appuntita, un processo connettivo basso, una sella allargata alla base e con i margini del setto tra le narici sviluppati verso l'alto tali da formare una profonda cavità. La porzione anteriore è larga. Il labbro inferiore ha un solco longitudinale. La coda è lunga e inclusa completamente nell'ampio uropatagio.

## Biologia

### Comportamento
Si rifugia probabilmente all'interno di grotte.

### Alimentazione
Si nutre di insetti.

## Distribuzione e habitat
Questa specie è conosciuta a soltanto attraverso due individui catturati presso Chaibassa, nello stato indiano del Jharkhand nel 1844.

## Conservazione
La IUCN Red List, considerando che si conoscono i soli due esemplari catturati nel 1844 e non essendoci informazioni recenti, classifica R.mitratus come specie con dati insufficienti (DD).